# Французская конституционная монархия
Королевство Франция (фр. Royaume de France) ― недолго существовавший режим дуалистической монархии во Франции, осуществлявший власть с 3 сентября 1791 года по 21 сентября 1792 года. Этот режим был первой конституционной монархией во Франции. Законодательное собрание временно отстранило короля 11 августа после штурма дворца Тюильри. Сформированное в ходе выборов Учредительное собрание упразднило монархию 21 сентября 1792, тем самым подведя к концу период непрерывного правления династии Бурбонов во Франции, продлившийся 203 года.

## Предыстория
Франция в конце XVIII века переживала революцию. В 1791 году Законодательное собрание провозгласило своё образование и своё намерение предоставить стране справедливую и либеральную конституцию. Людовик XVI переехал в Париж в октябре того же года, но вскоре начал питать ненависть и опасение к городу и организовал план побега оттуда в 1791 году. Побег был известен как «бегство в Варенн» и в конечном итоге не оправдал себя: король был схвачен, а монархические симпатии в народе были поколеблены. Братья Людовика XVI в эмиграции, что расположились лагерем в Кобленце, сплотились для вторжения во Францию. Монархи Австрии и Пруссии ответили на призыв королевских братьев и в августе подписали Пильницкую декларацию. В декларации говорилось, что Пруссия и Австрия желают восстановить Людовика XVI и его абсолютную власть, но могут осуществить попытку сделать это лишь с помощью других европейских держав.

## Конституция
Людовик XVI был вынужден принять Конституцию 1791 года, составленную Законодательным собранием после бегства в Варенн. Конституция 1791 года, которая учреждала Королевство французов, была революционной по своему содержанию. Она упраздняла дворянство Франции и объявляла всех людей равными перед законом. Людовик XVI имел возможность наложить вето на законопроекты, которые он не одобрял, поэтому для них по-прежнему требовалось королевское согласие для вступления в силу.

## Упразднение
Людовик XVI нехотя объявил войну Австрии 20 апреля 1792 года, склонившись перед требованиями Собрания. Пруссия находилась в союзе с Австрией, поэтому Франция была втянута в войну и с ней. Манифест герцога Брауншвейгского, командующего австрийскими и прусскими войсками, был составлен в ответ на штурм Тюильри 10 августа 1792. Манифест явно угрожал жителям Парижа тяжелыми последствиями, если они каким-либо образом причинят вред Людовику XVI и его семье. Законодательное собрание оказалось завалено петициями к упразднению монархии. Председатель Национального собрания ответил на них временным отстранением короля 11 августа в ожидании результатов выборов нового состава Собрания. Вновь избранное на основе всеобщего мужского избирательного права Законодательное собрание упразднило монархию 21 сентября 1792 года. Франция провозглашалась республикой.